# The Pride of the South
Pour plus de détails, voir Fiche technique et Distribution.
The Pride of the South (littéralement, La Fierté du sud) est un film muet américain réalisé par Burton L. King, sorti en 1913.

## Synopsis
Récit fictif sur les exploits du pillard John Singleton Mosby, un colonel de l'armée confédéré.

## Fiche technique
- Titre : The Pride of the South
- Réalisation : Burton L. King
- Scénario :
- Producteur : Thomas H. Ince
- Société de production :  Broncho Film Company
- Société de distribution :  Mutual Film
- Pays de production :  États-Unis
- Langue : film muet avec les intertitres en anglais
- Métrage : 900 m (3 bobines)
- Format : Noir et blanc — 35 mm — 1,37:1 — Muet
- Genre : Film dramatique, Film de guerre, Western
- Durée : 30 minutes
- Date de sortie : 
  - États-Unis : 19 mars 1913

## Distribution
- Francis Ford : Colonel William Mosby
- Grace Cunard : Diane Mosby Wendell
- J. Barney Sherry : Capitaine Jack Wendell
- Mildred Bracken : la petite Diane Mosby
- Charles Edler
- Frank Borzage